# Капланов, Лев Георгиевич
Лев Георгиевич Капланов (7 октября 1910, Москва — 10 или 13 мая 1943, Лазовский заповедник) — советский зоолог, второй директор Лазовского заповедника, который назван его именем. Один из первых исследователей амурского тигра.

## Биография
…Сквозь таёжные дебри и чащи,

По изгибам застывшей реки,

Через сопки в глубокие пади

Нас тигровые тропы вели…
Родился 7 октября 1910 года в Москве в семье студентов. Отец — Газарос Арутюнович Капланов, физик-самоучка; мать — Софья Ивановна Капланова, зоолог. Окончил только среднюю школу, в 1931 году по настоянию Формозова поступил слушателем в Института пушного звероводства и охотхозяйства, но вскоре был вычеркнут из списков за непосещение.
Первое участие в серьёзных экспедициях принял в 1925 году — отправился с сотрудниками Областного музея в Тверскую область. Через несколько дней после начала экспедиции потерял глаз из-за неосторожного обращения с патроном. В 1926-29 годах работал в Измайловском заповеднике, кроме того периодически выезжал в другие районы Европейской части СССР.
В 1933 году уехал в Сибирь и стал зоологом Демьянского биологического пункта Уральской зональной станции ВНИПО, которая занималась акклиматизацией ондатры.
В марте 1936 года вернулся в Москву и в этом же году приглашён К. Г. Абрамовым в Сихотэ-Алиньский заповедник для ведения темы «Одомашнивание лося».
Проработал в заповеднике пять лет, в марте 1941 года отправился в Москву. 24 апреля 1941 года представлял свой доклад «Тигр в Сихотэ-Алинском заповеднике по новым исследованиям» на заседании маммологической секции Всероссийского общества охраны природы. Доклад был встречен одобрительно, а по окончании собрания была сделана резолюция, в которой отмечалось, что тигр заслуживает защиты.
Летом 1941 года женился в Москве на Лидии Александровне Кастальской. Во время нападения Германии на СССР принимал участие в противовоздушной обороне Москвы.
Осенью 1941 года был назначен на должность директора Судзухинского (ныне Лазовский) заповедника, куда он отправился 12 сентября 1941 года. Поселился Лев Георгиевич с женой в бухте Тачингоуз (ныне Валентин) и занялся исследованиями горала.
Во время войны в заповеднике стало процветать браконьерство с которым и пытался бороться Капланов. Жена Льва Георгиевича в одном из своих писем пишет:
Администрация заповедника бессильна что-либо предпринять, так как местные власти не только не поддерживают администрацию заповедника, но часто наоборот способствуют браконьерам вплоть до снабжения нарезным оружием... Военкомат Сокольского района в бухте Преображения за 150 кг мяса предоставил в распоряжение браконьера Николая Зуева военную винтовку... Братья Зуевы, тов. Кравченко — директором рыбкомбината бухты Валентин, как незаменимые работники, освобождены от призыва в армию и числились даже шкиперами. Фактически же они в море не ходили, а пропадали в угодьях заповедника, где открыто добывали зверей, мясом которых снабжали начальника погранчасти тов. Рура и самого Кравченко.Л. А. Кастальская
Убит браконьерами в мае 1943 года в Судзухинском заповеднике, тело было найдено спустя 2 недели. По некоторым данным убит одним из браконьеров-пограничников. Похоронен на берегу бухты Валентин.

## Вклад в науку
Борейко утверждает в «Словаре деятелей охраны природы», что «заседание [24 апреля 1941 года] во многом способствовало тому, что в 1947 г. амурский титр был наконец-то взят под полную охрану». Однако это утверждение оспаривается некоторыми историками.
Труд «Тигр в Сихотэ-Алине» был одним из первых в своем роде и долгое время оставался «едва ли не единственным „маяком“ для последующих публикаций о полосатом хищнике».

## Память
Приказом МСХ СССР «О переименовании Судзухинского заповедника» № 178 от 26 июня 1970 года его имя присвоено Лазовскому заповеднику.

## Основные труды
Книги
- Капланов Л. Г. Тигр. Изюбрь. Лось. / Под редакцией проф. С. И. Огнева, и проф. В. Г. Гептнера и с вступительной статьей проф. А. Н. Формозова. — М.: МОИП, 1948. Архивировано 19 февраля 2020 года.

Статьи
- Капланов Л. Г. К биологии дикуши — чёрного рябчика (Falcipennis falcipennis) // Вест. Дальневост. фил. АН СССР. — 1938. — № 32. — С. 148—150.
- Капланов Л. По тигровым следам // Охота и охотничье хозяйство : журнал. — 1978. — № 5. — С. 33—37.